# Mil Mi-24
Mil Mi-24 (în rusă Миль Ми-24, denumire NATO: Hind) este un elicopter de asalt de fabricație sovietică. Elicopterul de asalt combină capacitățile ofensive cu cele de transport limitat (8 pasageri), termenul fiind specific doctrinei militare sovietice. Elicopterul a fost asamblat de către fabrica de elicoptere Mil din Moscova și a fost introdus în dotarea Forțelor Aeriene Sovietice în anul 1972. Mi-24 se află în prezent în dotarea Forțelor Aeriene Ruse și a altor operatori din țări străine. Elicopterul de atac este denumit și Krokodil (Crocodilul) de către trupele rusești din cauza schemei inițiale de camuflaj. Mi-24 a fost și în dotarea Forțelor Aeriene ale Moldovei la începutul anilor 1990, însă a fost retras din uz.